# Мануел Антонио (атлетичар)
Мануел Андре Антонио (порт. Manuel André Antonio; Луанда, 3. новембар 1988) је анголски аткетичар, чија је специјалност трчање на 800 м и 1.500 м. 

## Спортска каријера
На почетку каријере је трчао на 1.500 метара, да би касније прешао на краћу дисциплину од 800 метара. 
Почетком јуна 2012. Антонио је поправио лични рекорд на 800 метара на 1:50,45 минута. Два месеца касније био је на Олимпијским играма у Лондону у овој дисциплини. Заостао је на старту и био елиминисан јер је стигао као 7 у својој групи.
На Светском првенству 2013. у Москви, био је једини атлетичар из своје земље. Трчао је на 800 метара и испао у квалификацијама.

## Лични рекорди
800 м — 1:50,45 Сао Пауло, 4. април 2013.
1.500 м — 3:55.07, Најроби 31. јул 2010.
Мануел Антонио је висок 1,77 м , а тежак 69 кг.